# Апхаидзе, Эммануил Елисеевич
Эммануил Елисеевич Пхаи́дзе (груз. ემანუელ ელისეს ძე აფხაიძე)(1899—1970) — советский грузинский актёр театра и кино. Народный артист Грузинской ССР (1943).

## Биография
Родился 17 (29 августа) 1899 года.
Окончил Театральный институт в  Тбилиси (1926). С 1917 года работал суфлёром в Кутаисском театре, в 1921—1923 годах — актёр Батумского, а 1923—1924 годах — Кутаисского театров, с 1924 года — актёр  Театра имени Ш. Руставели.
Умер 8 сентября 1970 года. Похоронен  в Дидубийском пантеоне.

## Награды и премии
- Орден Ленина (1950)
- Орден «Знак Почёта» (1958)[1]
- Орден «Знак Почёта» (05.09.1936) — «за выдающиеся заслуги в деле развития грузинского театрального искусства»[2]
- Народный артист Грузинской ССР (1943)
- Сталинская премия третьей степени (1951) — за исполнение роли в спектакле «Потопленные камни» И. О. Мосашвили, поставленном на сцене ГрГАДТ имени Ш. Руставели

## Фильмография
- 1922 — Сурамская крепость — посланник
- 1937 — Потерянный рай — пристав Павел Петрович
- 1937 — Арсен — эпизод
- 1937 — Золотистая долина — Барнаба
- 1939 — Ночь в сентябре — Г. К. Орджоникидзе
- 1940 — Дружба — Кириле, председатель колхоза
- 1946 — Клятва — Папанин
- 1954 — Стрекоза — экспедитор
- 1959 — Майя из Цхнети — царский тёрщик;
- 1959 — День последний, день первый — начальник почтового отделения
- 1965 — Иные нынче времена — эпизод
- 1966 — Листопад — отец Отара Саканделидзе
- 1968 — Тариэл Голуа — эпизод